# Ottante (geometria)
Come suggerisce il nome, l'ottante è, in geometria, l'ottava parte di uno spazio euclideo. A seconda dei casi, ovvero se lo spazio in considerazione è il piano, lo spazio o un generico spazio {\displaystyle n}-dimensionale, la definizione di ottante è leggermente diversa.

## Geometria piana
In geometria piana l'ottante è l'ottava parte del cerchio di raggio unitario, così come il sestante ne è la sesta. L'ottante è quindi la parte di cerchio compresa tra due semirette che, con l'origine in comune, sono divise da un angolo di 45° sessagesimali, o {\displaystyle \pi /4} radianti.
Dal termine ottante e sestante prendono il nome due antichi strumenti di navigazione per la nautica: l'ottante e il più recente sestante, appunto.

## Geometria solida
In geometria solida l'ottante è l'ottava parte dello spazio, delimitato da tre piani incidenti a due a due ortogonali. Un ottimo esempio di ottante solido è l'angolo solido nelle pareti di una casa, visto dall'interno: se due pareti contigue sono a 90° l'una rispetto all'altra, e il soffitto (o il pavimento) è a 90° con entrambe, allora le tre pareti determinano un ottante. 
Dal momento che un angolo solido completo misura {\displaystyle 4\pi } steradianti, la sua ottava parte misura {\displaystyle \pi /2} steradianti.

## Geometria
In generale si definisce l'ortante, che è la generale estensione del concetto di ottante in geometria solida.
Nel generico spazio vettoriale euclideo {\displaystyle \mathbb {R} ^{n}} sia scelta una {\displaystyle n}-upla di vettori ortonormali {\displaystyle (b_{1},...,b_{n})}; un ortante {\displaystyle O\subseteq \mathbb {R} ^{n}} è l'insieme di tutti i vettori del tipo {\displaystyle v=\lambda _{1}b_{1}+\lambda _{2}b_{2}+...+\lambda _{n}b_{n}} dove tutti i coefficienti {\displaystyle \lambda _{i}\in \mathbb {R} ^{+}}. Comunemente ci si limita a scegliere vettori ortonormali con la stessa direzione dei vettori della base standard, cioè {\displaystyle b_{i}=\pm e_{i}}.
Indubbiamente è sensato estendere la definizione in questo modo, dal momento che l'ortante risulta essere una delle {\displaystyle 2^{n}} porzioni di {\displaystyle \mathbb {R} ^{n}} separate da {\displaystyle n} iperpiani a due a due ortogonali.